# Запутанная история
«Запутанная история» (итал. La matassa) — итальянский фильм 2009 года в жанре чёрная комедия. Фильм снят режиссёрами Сальваторе Фикарра и Валентино Пиконе, с Анной Сафрончик и Клаудио Джоэ в главных ролях. Фильм имел кассовый успех, занимая первое место в течение двух недель.

## Сюжет
Паоло и Гаэтано — кузены, но терпеть друг друга не могут. Даже их отцы никогда не терпели, что сильно повлияло на их отношения. Теперь, когда они выросли, Паоло управляет семейным отелем, а Гаэтано имеет нелегальное брачное агентство, устраивая браки пожилых итальянцев с гражданами стран, не входящих в Европейский Союз, для получения вида на жительство. Поскольку Гаэтано попадает в беду из-за организации неудачного брака в пользу русских мафиози, он просит Паоло о помощи.

## В ролях
| Персонажи        | Актёры             |
| ---------------- | ------------------ |
| Гаэтано          | Сальваторе Фикарра |
| Паоло            | Валентино Пиконе   |
| Ольга            | Анна Сафрончик     |
| Антонио          | Клаудио Джоэ       |
| Дон Гино         | Пино Карузо        |
| Консьерж в отеле | Тури Амо           |

## Примечание
1. ↑  Michela Proietti (25 марта 2009). Striscia la matassa. Corriere della Sera. p. 15. Архивировано 19 ноября 2015. Дата обращения: 6 октября 2014.
2. ↑  La matassa. Box Office Mojo. Дата обращения: 6 октября 2014. Архивировано 8 августа 2016 года.